# State of Jefferson (westkust)

Vlag van de State of Jefferson

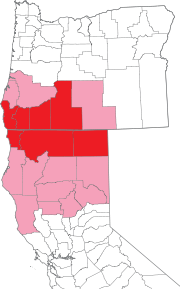
De donkerrode county's werden in 1941 door Gable voorgesteld als de State of Jefferson. De lichtere gebieden worden nu ook meestal bij de beweging gerekend.

De State of Jefferson was een voorgestelde deelstaat van de Verenigde Staten die uit het aaneengesloten, voornamelijk landelijk gebied van Zuid-Oregon en Noord-Californië zou bestaan. Er zijn verschillende pogingen ondernomen om beide delen van hun respectieve staten af te scheiden.

## Geschiedenis

### Context
Dit voorstel is het bekendste van verschillende die getracht hebben een staat naar Thomas Jefferson te noemen, de derde president van de Verenigde Staten. Het was Jefferson die in 1803 de expeditie van Lewis en Clark naar de noordwesten van de huidige VS stuurde. De president had de oprichting van een onafhankelijke natie aan de westkust voorzien, die hij de bijnaam "Republic of the Pacific" had gegeven. Die is er uiteraard nooit gekomen. De beweging die tegenwoordig voor de onafhankelijkheid van de noordwestkust streeft, in tegenstelling tot lidmaatschap van de VS als deelstaat, draagt de naam Cascadia.

### Gebeurtenissen in 1941
In oktober 1941 kondigde Gilbert Gable, de burgemeester van Port Orford (Oregon) aan dat vier county's van zijn staat zich moesten verenigen met drie county's van Californië, om zo een nieuwe staat te vormen. Het voorstel was vooral bedoeld om de aandacht te vestigen op de slechte staat van de state highways rond de grens. Volgens de lokale historicus Jim Rock betrof het in essentie een publiciteitsstunt. Desalniettemin ontvingen verschillende mensen en instanties het voorstel positief. In november werd in Yreka beslist dat de staat Jefferson zou heten. Op 27 november van hetzelfde jaar geraakte een groepje jonge mannen in de nationale media door de "Yreka Rebellion": ze hielden auto's op U.S. Route 99 ten zuiden van Yreka en deelden pamfletten uit met daarop de onafhankelijkheidsverklaring van de State of Jefferson.
De beweging kwam echter abrupt tot einde toen Pearl Harbor op 7 december 1941 werd aangevallen.

### Heroplevingen
Na 1941 werd er niet meer serieus over nagedacht om een eigen staat te stichten, hoewel het idee een populair gespreksonderwerp bleef in Noord-Californië en Zuid-Oregon. Er waren wel enkele kleinere pogingen om de kwestie opnieuw aan te kaarten. Zo stelde Stan Statham uit Shasta County in 1991 voor om verschillende county's ten noorden van San Francisco en Sacramento af te scheiden van de rest van Californië. Twee jaar later stelde Statham voor om Californië op te delen in een noordelijk, zuidelijk en een centraal deel. In 2008 berichtte de San Francisco Chronicle dat de Jefferson-beweging door de economische malaise in de VS aan een heropleving bezig was.
In 1989 werd het radionetwerk KSOR, dat opereerde in een gebied dat grofweg overeenkwam met de staat Jefferson, hernoemd naar Jefferson Public Radio.